# Gotha G.IV
Gotha G.IV — важкий бомбардувальник періоду Першої світової війни, що використовувався Luftstreitkräfte (Імперською військово-повітряною службою).

## Розробка
Досвід застосування ранішої моделі G.III показав, що задній кулеметник не може ефективно захищати одночасно і верх, і низ задньої частини літака. Гансом Буркгардом було винайдено так званий Gotha-тунель — жолоб, що з'єднував виріз у верхній частині фюзеляжу з великим трикутним вирізом вздовж задньої нижньої частині фюзеляжу. «Тунель» дозволяв здійснювати вогонь з верхнього кулемета прямо крізь фюзеляж, по цілям, розташованим нижче і за бомбардувальником. Встановлення окремого кулемета калібру 7.92 мм на нижньому настилі також все ще було можливим. Передбачалася навіть можливість встановлення ще одного кулемета (четвертого) на позиції між пілотом і бомбардувальником, але так робили рідко через збільшення ваги літака.
З-поміж інших змін у моделі G.IV слід відзначити повністю обшитий фанерою фюзеляж (у попередньому G.III був частково вкритий тканиною). Однією з причин такої зміни було спостереження, що у випадку аварійної посадки на воду фанера дозволяє літакові трохи довше залишатися на поверхні. Також через скарги пілотів на незадовільне горизонтальне керування, особливо під час посадки, на нижньому крилі було додано елерони.

## Виробництво
У листопаді 1916 року завод Gothaer Waggonfabrik отримав замовлення на виготовлення 35 літаків; у лютому 1917-го замовлена кількість зросла до 50. Ще 80 літаків замовили на заводі Siemens-Schuckert Werke (SSW), і 100 на підприємстві Luft-Verkehrs-Gesellschaft (LVG). У порівнянні з машинами від Gothaer, ці літаки (збудовані за ліцензією) були трохи важчими і повільнішими через посилену раму. Намагаючись зменшити вагу літака, у SSW збудували кілька сильно змінених екземплярів, включаючи один, де пропелери розташовувалися спереду (на противагу задньому розташуванню у всіх стандартних моделях Gotha), один літак з додатковим відсіком у крилі, дві машини з новим профілем крил, і одну з нагнітачем для двигунів. Жодна з цих модифікацій не була повністю випробувана під час бойових вильотів. G.IV, вироблені пізніше на SSW, також зазвичай мали додаткові носові шасі (нім. Stossfahrgestell) і сервокомпенсатори (флетнери), розроблені вже для Gotha G.V. Завод LVG, намагаючись вирішити проблему надмірної маси хвостової частини літака, спробував збільшити стрілоподібність крил. Машини виробництва SSW і LVG швидко застарівали, і багато було перероблено на учбові літаки з менш потужними двигунами (Argus As.III або NAG C.III). В учбових машинах SSW було змінено розташування бензобаків: їх перенесли з мотогондол у фюзеляж, як на G.V.

## Історія використання
У березні 1917 року перший G.IV почав службу як Kagohl 1 (змінено на Kagohl 3 після надходження нових машин). Літаки G.IV невдовзі було направлено до груп стратегічного бомбардування, що здійснювали рейди на Лондон (операція «Türkenkreuz»). Однак швидко виявились механічні проблеми (несправні підшипники у двигунах, що потребували заміни), а також недостатньо добре розрахована ємність бензинових баків: вітри над морем виявилися сильнішими, ніж очікувалося. Крім того, з'ясувалося, що будова баків і паливопроводів не дозволяє використовувати все пальне до кінця — цю проблему також належало розв'язати.
Близько тридцяти G.IV, збудованих на заводах LVG, комплектувалися двигунами Hiero і 8-мм кулеметами Schwarzlose (використовувалися у повітряних силах Австро-Угорщини). На інший літак у експериментальному порядку встановили 20-мм гармату Becker, що дозволяло атакувати і наземні цілі.

### Післявоєнний час
Всі літаки Gotha, що вціліли, були знищені у відповідності з умовами Версальського договору. Вижив один екземпляр Gotha G.IV, що знаходився у Польщі.

## Використання
- Німеччина
  - Luftstreitkräfte
- Австро-Угорщина
  - Цісарсько-королівські повітряні сили
- Нідерланди
  - Королівські повітряні сили Нідерландів: Через пошкодження пропелера один G.IV був змушений здійснити посадку 18 серпня 1917 року біля Ніувесханса. Літак було відремонтовано, але він зазнав аварії у першому ж випробувальному польоті біля Сустерберга. Машину (бортовий номер LA-50, пізніше G-700) було списано у 1919 році.
- Польща
  - Повітряні сили Польщі: Єдиний придатний до польоту G.IV (№ 213/17, пізніше 100/17) було захоплено Польськими збройними силами під час Великопольського повстання 1918—1919 років.[2] Літак відремонтували, і 30 квітня 1921 року він приєднався до 21-ї «Винищувальної ескадри» (пол. Eskadra Niszczycielska). Після недовгого використання у польсько-радянській війні у період 20 травня — 2 серпня 1920 року, літак було пошкоджено (31 серпня) і списано.[2] Інший G.IV (606/16) дістався Польщі як частина репарації, але він ніколи не використовувався в бойових умовах.[2]

## Специфікації (ранні екземпляри, збудовані Gotha)
Основні характеристики
- Екіпаж: 3 (пілот, носовий кулеметник, кормовий кулеметник)
- Довжина: 12.2 м (40 фт 0 дм)
- Розмах крила: 23.7 м (77 фт 9 дм)
- Висота: 3.9  м (12 фт 10 дм)
- Площа крила: 89.5 м² (963 кв. фт)
- Маса порожнього: 2,413 кг (5,320 lb)
- Злітна маса: 3,648 кг (8,042 lb)
- Двигун: 2 × Mercedes D.IVa, 193 кВт (260 кс)

Льотні характеристики
- Максимальна швидкість: 135 км/год (83 миль/год)
- Тривалість польоту: 6 год
- Практична стеля: 5,000 м (16,400 фт)Озброєння
- 2 чи 3 авіаційних кулемети Parabellum LMG 14 калібру 7.92 мм
- до 500 кг бомб